# Takahashi Shinkichi (Lyriker)

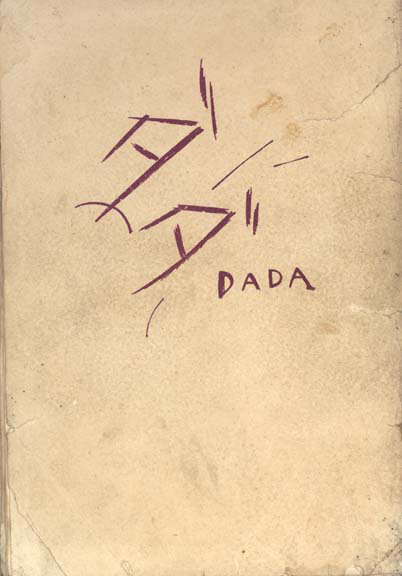
DADA – Shinkichi Takahasi (1924)

Takahashi Shinkichi (japanisch 高橋 新吉; * 28. Januar 1901 in der Präfektur Ehime; † 5. Juni 1987) war ein japanischer Lyriker.

## Leben und Wirken
Takahashi Shinkichi wurde als junger Mann vom dadaistischen Manifest des rumänischen Poeten Tristan Tzara inspiriert, das in einer Tokioter Zeitung abgedruckt worden war. Er wurde von seinem Förderer, dem Essayisten Tsuji Jun, zum ersten dadaistischen Dichter Japans erklärt, obwohl sich Anklänge an den europäischen Dadaismus nur vereinzelt (so in dem Gedicht Teller, in dessen erstem Vers das Wort zwanzigmal erscheint) in seinen Gedichten finden. In den 1920er Jahren wurde eine Gedichtsammlung von ihm unter dem Titel Gedichte des Dadaisten Shinkichi (Dadaisuto Shinkichi no shi) veröffentlicht. Seine späteren Werke waren vom Zen-Buddhismus geprägt. Eine fünfbändige Werkausgabe Takahashis erschien 1982.